# Сунсунеги-и-Лоредо, Хуан Антонио де
Хуан Антонио де Сунсунеги-и-Лоредо (исп. Juan Antonio de Zunzunegui y Loredo) (21 декабря 1901, Португалете, Бискайя — 1981, Мадрид), испанский писатель-романист, с 1957 года — действительный член Испанской королевской академии. По мнению ряда советских критиков, писатель развивал традиции критического реализма XIX века.
По мнению критика В. Ясного, «мировоззрению Сунсунеги свойственны пессимизм, элементы экзистенциализма, а творческой манере — прямолинейность в изображении характеров, гротеск, грубоватый юмор».

## Биография
Он обучался у иезуитов и в университетах Деусто, Вальядолида и Саламанки. Там он подружился с Мигелем де Унамуно, который оказал влияние на его творчество.
Переехав со своей семьёй в Мадрид, где он получил юридическое образование. В Мадриде он завершил карьеру юриста.
Его романы, опубликованные в 1926—1950 годах, посвящены жизни в Бильбао того времени: «Чирипи» (1931), «Эль-Чиплинчандле» (1940), в них критикуется коррупция в обществе.
В 1960 году он занял должность, оставленную Пио Барохой в Королевской академии испанского языка.
Его носит его имя носит институт в районе Ла-Флорида в Португалете.

## Роман «Бег в темноте»
В 1952 году был опубликован роман Сунсунеги «Бег в темноте» (исп. Esta oscura desbandada), повествующий о нелёгкой, полной тягот и лишений жизни образованного испанца в эпоху фашистско-католической диктатуры генерала Франко. В 1960 году издательством «Иностранная литература» был опубликован перевод данного романа на русский язык, выполненный И. Кумарьяном под редакцией С. Вафа. Как было указано в аннотации к книге, «действие романа, построенного на трагикомедии и фарсе, протекает в сороковые годы и развивается в одном из аристократических кварталов Мадрида».
Советский критик Фёдор Кельин обращает внимание на то, что Сунсунеги не подвергался преследованиям со стороны франкистского режима и поэтому у него нет видимых оснований обижаться на фашистов и «сгущать краски», изображая в романе положение дел во франкистской Испании. В качестве одного из недостатков романа критик рассматривает то, что в произведении не показана роль рабочего класса.

## Награды
- 1949 — Испанская Национальная премия за повествовательную прозу — за юмористический роман «Язва» (La úlcera, 1948).
- 1962 — Испанская Национальная премия за повествовательную прозу — за роман «Премия» (El Premio, 1961).